# Mukesh Ambani
Mukesh Ambani, född 19 april 1957 i Aden, Jemen, är en indisk affärsman.

## Biografi
Mukesh Ambani är son till Dhirubhai Ambani, som grundlade en av Indiens största företagsgrupper, och bror till Anil Ambani. Bröderna drev efter faderns död 2002 tillsammans familjeimperiet till 2005, då de delade upp det mellan sig. I Mukesh Ambanis del ingick investmentföretaget Reliance Industries Limited.
Den dominerande delen av Ambanis företagsgrupp verkar inom oljesektorn, med bland annat ett av världens största raffinaderier, invigt i Gujarat 2000. Det har också investerat i skifferolja i USA och i off shore-oljeprospektering utanför Indiens kuster. Under de senaste åren har han med Jio på kort byggt upp ett av Indiens – och världens – största telekommunikationsföretag, baserat på dataöverföring på 4G-nät över hela Indien, med över 100 miljoner abonnenter (februari 2017). Gruppen tillverkar egna smartphones genom det 2015 grundade elektronikföretaget LYF.
Affärstidskriften Forbes rankade 2011 Mukesh Ambani som den nionde rikaste personen i världen med en förmögenhet på 43 miljarder dollar.
Han är gift med Nita Ambani och har tre barn. Familjen bor i det 173 meter höga Antilia i södra Bombay, som färdigställdes 2010 och påstås vara en av världens dyraste privatbostäder.

## Bolag inom Ambanis sfär
- Reliance Industries Ltd.
- Reliance Petroleum Ltd.
- Jamnagarraffinaderiet
- Relicord - Stamcellsforskning
- Reliance Jio Infocomm Limited
- Vimal
- Reliance Solar
- Reliance Logistics